# Smoky Mountain Wrestling
La Smoky Mountain Wrestling (abrégée par l'acronyme SMW) est une fédération de catch (lutte professionnelle) basée à Knoxville (Tennessee) et fondée par Jim Cornette, Tim Horner et Sandy Scott en 1991.
Elle est créée en 1991 après le départ de Jim Cornette de la World Championship Wrestling car il souhaite créer sa propre fédération dans l'esprit des territoires de la National Wrestling Alliance. La SMW reste néanmoins une fédération régionale couvrant les états du Kentucky, de la Caroline du Sud et de la Géorgie. Des chaînes de télévision locale diffusent l'émission hebdomadaire de la SMW à partir de 1992.
À partir de 1993, la SMW noue un partenariat avec la World Wrestling Federation (WWF). Cela permet non seulement à Cornette de travailler à la WWF comme manager mais aussi à certain de ses catcheurs d'y apparaître.

## Histoire
Au début des années 1990, Jim Cornette est un manager de catcheurs à la World Championship Wrestling. Il décide de quitter cette fédération pour créer la sienne car il veut voir renaître l'esprit des territoires de la National Wrestling Alliance. Il explique cela en 1992 en déclarant :

« Nous ne somme pas en train de revenir dans les années 1970. Nous faisons juste du catch. »

Il s'associe avec Tim Horner et Sandy Scott pour fonder la Smoky Mountain Wrestling. Ils souhaitent que cette fédération se développe au Tennessee, en Caroline du Sud et en Géorgie.
Le premier spectacle de la SMW a lieu le 30 octobre 1991 à Greenville où se déroule les enregistrements des deux premières émissions télévisées. Le personnel de la SMW se compose de vétérans comme Ivan Koloff et Bob Armstrong ainsi que de jeunes catcheurs comme Brian Lee.
Des chaînes de télévision locale diffusent les émissions de la SMW à partir du 1er février 1992. Le tournoi pour désigner les premiers champions par équipes de la SMW a lieu quelques semaines plus tard et voit la victoire de Stan Lane et Tom Prichard face à Bobby Fulton (en) et Jackie Fulton (en) au cours de l'émission du 9 mai. Le 22 mai, la SMW organise Volunteer Slam I où a lieu le tournoi désignant le premier champion poids lourd de la SMW. Brian Lee sort vainqueur de ce tournoi face à Paul Orndorff en finale. Le 12 décembre, la SMW crée le championnat Beat the Champ Télévision de la SMW dont le premier champion est Tracy Smothers. Il remporte un match à quatre m'opposant à Dirty White Boy (en), Jimmy Golden et Killer Kyle diffusé le 16 janvier 1993.
En 1993, Jim Cornette signe un partenariat avec la World Wrestling Federation (WWF) en espérant que les catcheurs de la WWF viennent régulièrement à la SMW. Cornette apparaît régulièrement à la WWF comme manager de Yokozuna. Cela permet à The Rock 'n' Roll Express (en) de défendre leur titre le 24 novembre au cours des Survivor Series. Ce jour-là, leur règne prend fin après leur défaite face à Jimmy Del Ray et Tom Prichard.
Le partenariat avec la WWF continue en 1994 et permet notamment à Brian Lee d'incarner le « faux » Undertaker jusqu'à sa défaite face à l'Undertaker le 29 août à SummerSlam. Courant 1994, la SMW obtient le droit d'utiliser le championnat du monde poids lourd de la National Wrestling Alliance (NWA). Chris Candido devient champion du monde poids lourd le 19 novembre après sa victoire face à Tracy Smothers en finale d'un tournoi. Son règne prend fin après sa défaite face à Dan Severn le 24 février 1995.

## Derniers champions
| Titre                                             | Champion(s)                   | Date             | Réf    |
| ------------------------------------------------- | ----------------------------- | ---------------- | ------ |
| SMW Heavyweight Championship                      | Jerry Lawler                  | 27 décembre 1995 | [ 14 ] |
| SMW Tag Team Championship                         | Jimmy del Ray et Tom Prichard | 4 août 1995      | [ 15 ] |
| SMW Beat the Champ Television Championship        | Bobby Blaze (en)              | 13 avril 1995    | [ 16 ] |
| SMW United States Junior Heavyweight Championship | Bobby Blaze (en)              | 29 juillet 1994  | [ 17 ] |